# 今村葦子
今村 葦子（いまむら あしこ、1947年1月20日 - ）は、日本の児童文学作家、翻訳家。

## 略歴
熊本県生まれ。武蔵野美術短期大学卒。
1986年『ふたつの家のちえ子』で野間児童文芸推奨作品賞受賞、作家デビュー。同作で坪田譲治文学賞受賞、芸術選奨新人賞、1988年同作と『良夫とかな子』『あほうどり』で路傍の石幼少年文学賞、1991年『かがりちゃん』で野間児童文芸賞、『ぶな森のキッキ』で絵本にっぽん大賞、1993年『まつぼっくり公園のふるいブランコ』でひろすけ童話賞受賞。

## 著書
- 『ふたつの家のちえ子』（評論社） 1986.5
- 『良夫とかな子 葦子の本棚』（評論社） 1987.5
- 『あほうどり 葦子の部屋』（評論社） 1987.5
- 『つるべっ子』（文研出版） 1988.5
- 『ロビンソンおじさん』（講談社） 1988.11
- 『ぼくのうたきいて』（あかね書房） 1989.5
- 『はつ子とひな子』（理論社） 1989.11
- 『はこ舟の仲間たち』（学習研究社） 1990.6
- 『はじめてのゆき』（偕成社） 1991.1
- 『かぜでねてるの』（教育画劇） 1991.1
- 『あかいながぐつ』（あかね書房） 1991.2
- 「ぶな森のキッキ」

1. 『ぶな森のキッキ』（童心社） 1991.5
2. 『ぶな森のなかまたち』（童心社） 1995.9
3. 『ぶな森の子』（童心社） 1997.6

- 『ポイポイ鳥のうたう日』（文研出版） 1991.11
- 「たろんぼとゆりんぼ」

1. 『たろんぼとゆりんぼはいたずらんぼ』（童心社） 1991.11
2. 『たろんぼとゆりんぼとあかちゃん』（童心社） 1993.2

- 『かがりちゃん』（講談社） 1992.2
- 『なるかみの午後』（あすなろ書房） 1992.9
- 『まつぼっくり公園のふるいブランコ』（理論社） 1992.10
- 『おばあちゃんのクリスマス・ツリー』（くもん出版） 1992.12
- 『なつかげの丘』（あかね書房） 1993.4
- 『さよならクックー』（ポプラ社） 1993.5
- 『ゆりかご通信』（偕成社） 1994.6
- 『カエルのゴホム』（ほるぷ出版） 1995.4
- 『ふたりはだだっこ』（童心社） 1995.10
- 『おきなぐさ』（文研出版） 1995.11
- 『おじいちゃんのタイム・マシン』（あすなろ書房） 1995.11
- 『いたずらっこうみにでる』（学習研究社） 1995.8
- 「こもり森のわすれなぐさ」

1. 『こもり森のわすれなぐさ』（ほるぷ出版） 1996.10
2. 『こもり森のトランポリン』（ほるぷ出版） 1997.6
3. 『こもり森にきた大あらし』（ほるぷ出版） 1997.10
4. 『こもり森のきかんぼたち』（ほるぷ出版） 1998.6
5. 『こもり森にでた森おばけ』（ほるぷ出版） 1998.12
6. 『こもり森のおわかれの日』（ほるぷ出版） 1999.3

- 『なぎさの小枝』（ほるぷ出版） 1997.5
- 『空をとんだQネズミ』（あかね書房） 1997.5
- 『きかんぼ』（文研出版） 1997.12
- 『ザリガニ同盟』（学習研究社） 1998.6
- 『なきむし』（文研出版） 2000.8
- 「こぎつねキッペ」

1. 『こぎつねキッペのはるのうた』（ポプラ社） 2001.4
2. 『こぎつねキッペのかえりみち』（ポプラ社） 2001.10
3. 『こぎつねキッペのあまやどり』（ポプラ社） 2002.6
4. 『こぎつねキッペのそらのたび』（ポプラ社） 2003.6
5. 『こぎつねキッペのふゆのうた』（ポプラ社） 2004.2

- 『だっこだいすき』（ほるぷ出版） 2001.10
- 『おふろだいすき』（ほるぷ出版） 2001.10
- 「かぜの学校」

1. 『かぜの学校のはじまり』（ほるぷ出版） 2001.5
2. 『かぜの学校のなかまたち』（ほるぷ出版） 2003.6

- 「こぐまのちいさなおはなし」

1. 『くんくまくんときゅんまちゃん』（あすなろ書房） 2003.11
2. 『くんくまくんとおきゃくさま』（あすなろ書房） 2004.7
3. 『くんくまくんとバケツおに』（あすなろ書房） 2005.4
4. 『くんくまくんとおやすみなさい』（あすなろ書房） 2006.2

- 『おさんぽだいすき』（ほるぷ出版） 2004.4
- 『子うさぎのチノ』（ポプラ社） 2004.5
- 『トゲトゲぼうや』（金の星社） 2004.10
- 『おやすみなさいのうた』（ポプラ社） 2005.9
- 『おそうじのうた』（ポプラ社） 2006.1
- 『ごはんのうた』（ポプラ社） 2006.5
- 『きかんぼねずみのクリスマス』（女子パウロ会） 2007.10
- 『ひとりたりない』（理論社） 2009.7

## 翻訳
- 『おじいさんのハーモニカ』（ヘレン・V・グリフィス、佑学社） 1987.10
- 『とんがりぼうや』（アマンダ・ハーヴェイ、あすなろ書房） 1994.9
- 『ぶたばあちゃん』（マーガレット・ワイルド、あすなろ書房） 1995.9
- 『おそざきのレオ』（ロバート・クラウス、あすなろ書房） 1997.6
- 『ロージーとちびっこかめさん』（マーガレット・ワイルド、あすなろ書房） 1998.7